# Cisteiu de Mureș, Alba
Cisteiu de Mureș, mai demult Cisteiu Unguresc (în maghiară Magyarcsesztve, alternativ Maroscsesztve, colocvial Csesztve), este un sat ce aparține orașului Ocna Mureș din județul Alba, Transilvania, România.

## Date geografice
Altitudinea medie = 251 m.

## Istoric
Pe Harta Iosefină a Transilvaniei din 1769-1773 (Sectio 139) localitatea apare sub numele de „Magyar Csesztve”.
Pe vremuri, pe domeniul de la Cisteiu de Mureș se aflau două castele. Castelul vechi, care astăzi nu mai există, a fost ridicat în 1796. Acesta era un castel cu un singur nivel, construit în stil baroc, cu pridvor cu fronton.

## Obiective istorice
- Castelul Mikes, din secolele XVIII-XIX, construit în stil clasicist. Ansamblul castelului cuprindea pe vremuri castelul, curia, capela și hambarul. Clădirea era în anul 1994 deja goală, în ruină și nepăzită, într-o stare avansată de deteriorare. În ultimii 10 ani, tot ce se putea lua, a fost luat (stucatura tavanului, ramele ferestrelor, ușile etc), astăzi rămânând doar fațada. Părțile componente ale ansamblului (castel, curie, capelă, hambar) sunt înscrise pe lista monumentelor istorice din județul Alba[1], elaborată de Ministerul Culturii și Patrimoniului Național din România în anul 2010 (cod AB-II-a-B-00204, AB-II-a-B-00204.01, AB-II-a-B-00204.02, AB-II-a-B-00204.03 și AB-II-a-B-00204.04).
- Biserica Reformată-Calvină.
- Biserica de lemn "Sf. Arhangheli Mihail si Gavriil". Biserica figurează pe lista monumentelor istorice din județul Alba (cod AB-II-m-A-00205), deși nu mai păstrează atributele necesare unei astfel de protecții.

## Personalități
- Pamfil Cȃrnațiu (1919-2009), preot greco-catolic, primul redactor al secției române de la Radio Vatican

## Diverse
Două sculpturi romane ale unor lei funerari sunt amplasate pe aleea din fața Școlii "Lucian Blaga" de pe str.Brazilor din Ocna Mureș. Sculpturile, vechi de cca 1800 ani, au fost aduse din Cisteiu de Mureș, unde au fost găsite aruncate într-o vale, sub un pod. Probabil, provin de la castelul Mikes.

## Galerie de imagini

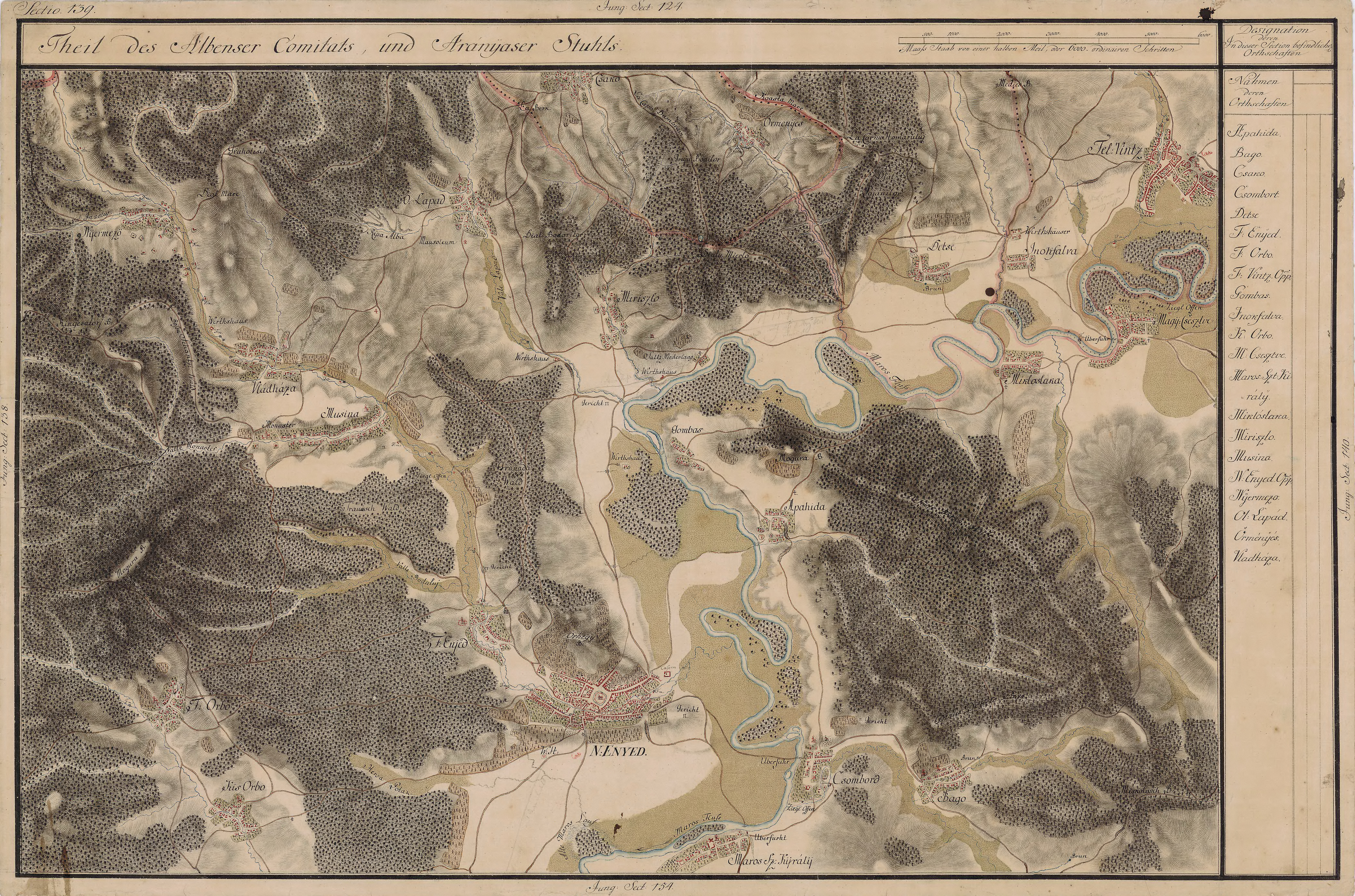
Cisteiu de Mureş pe Harta Iosefină a Transilvaniei, 1769-1773
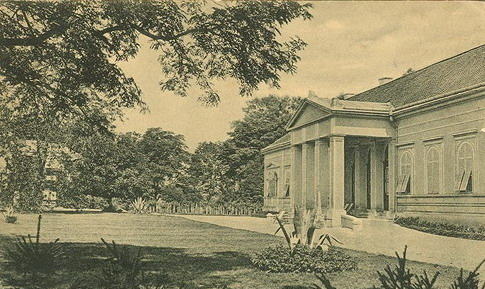
Castelul Mikes din Cisteiu de Mureș (imagine din secolul al XIX-lea)
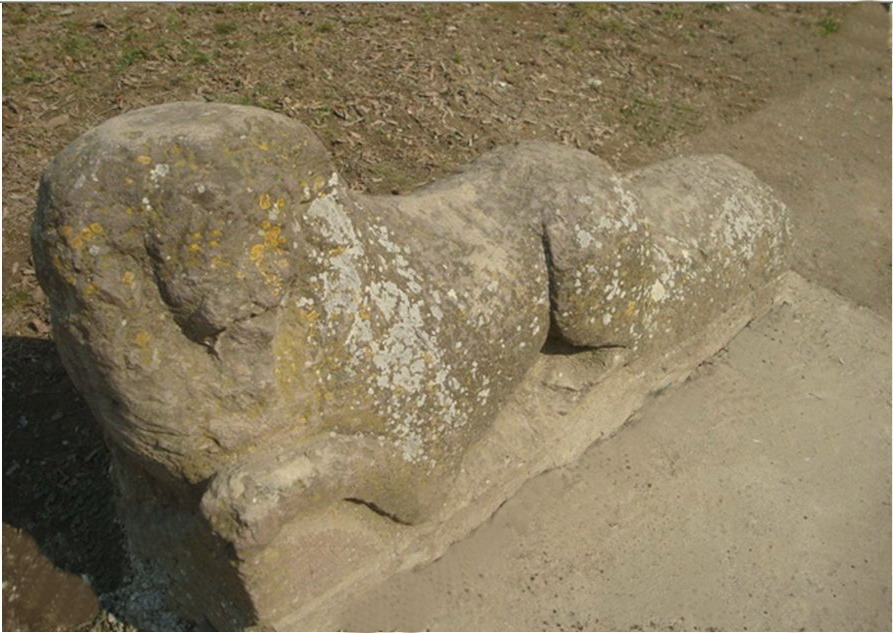
Leu funerar (sculptură romană găsită la Cisteiu de Mureş, în prezent aşezată în faţa şcolii "Lucian Blaga" din Ocna Mureş)
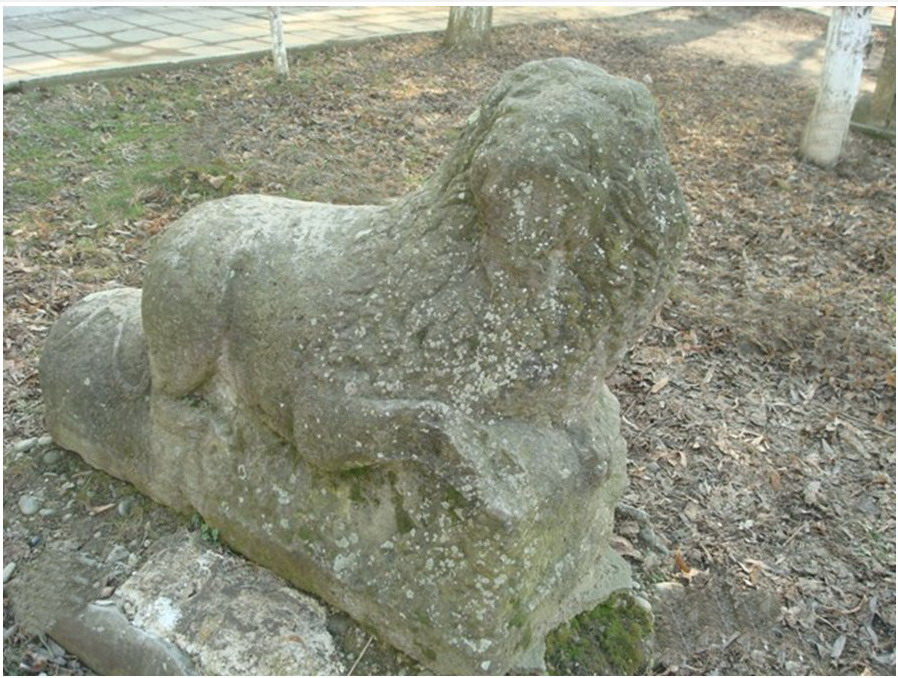
Leu funerar (sculptură romană găsită la Cisteiu de Mureş, în prezent aşezată în faţa şcolii "Lucian Blaga" din Ocna Mureş)
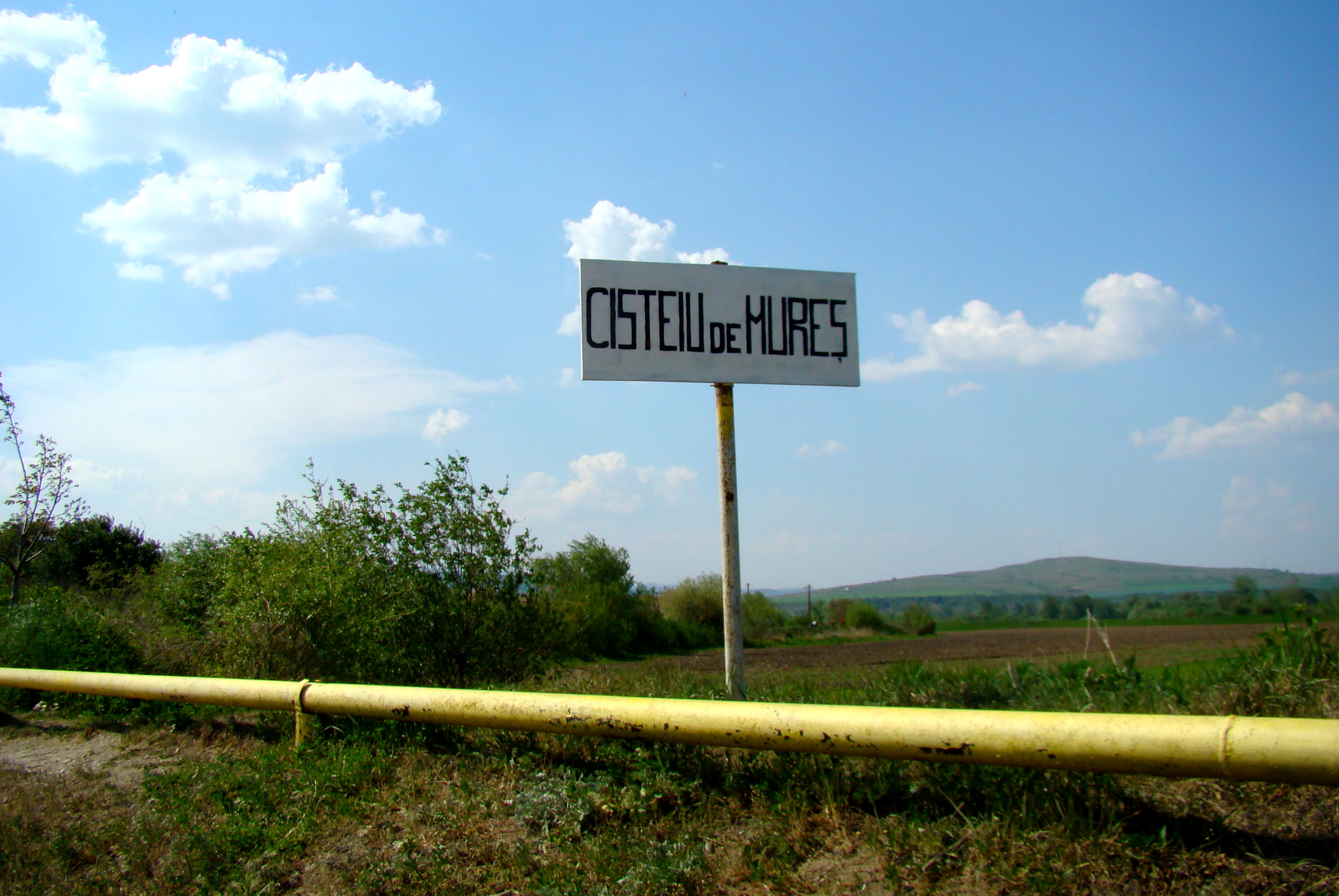
Intrarea în localitate
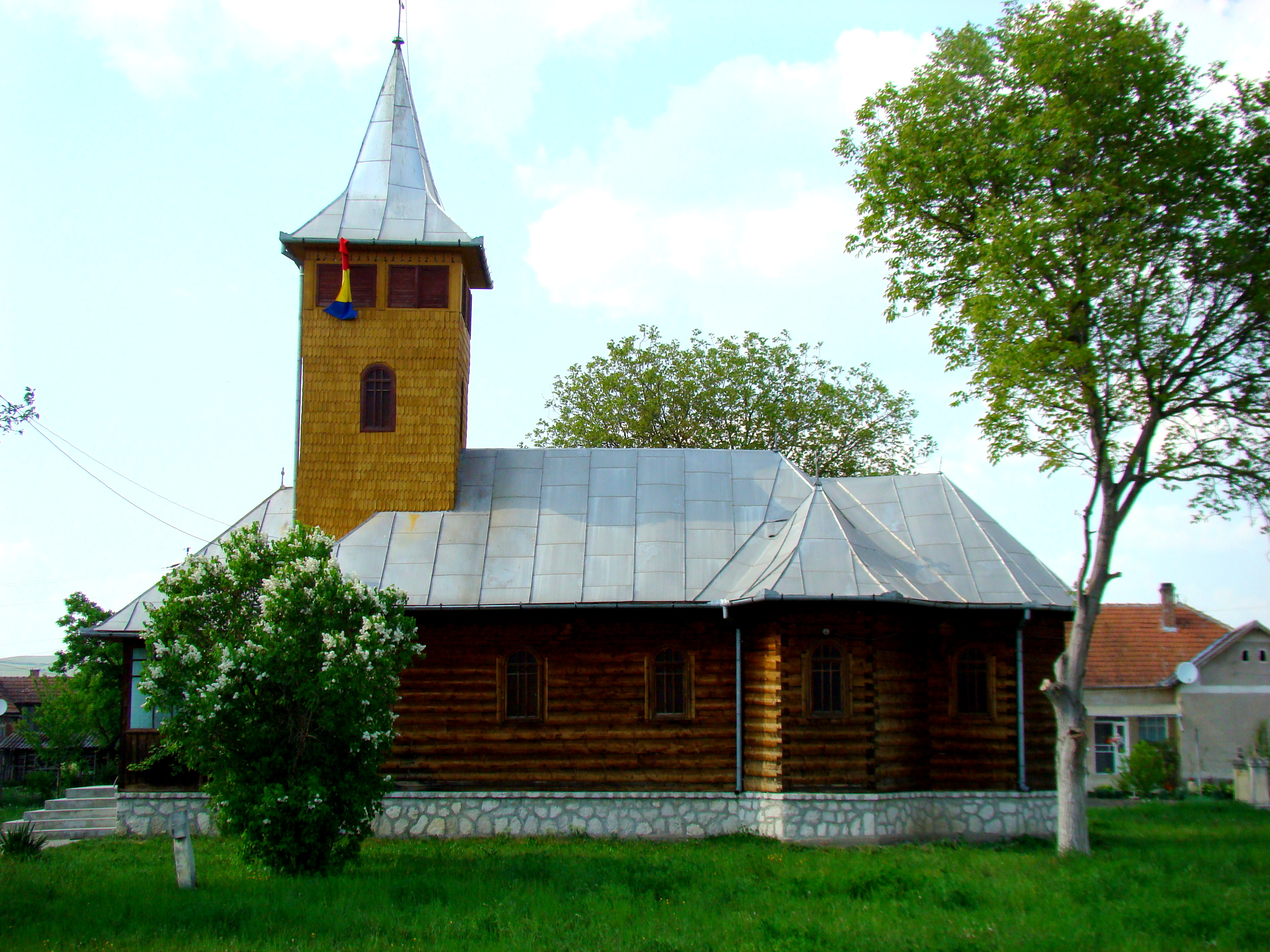
Biserica de lemn
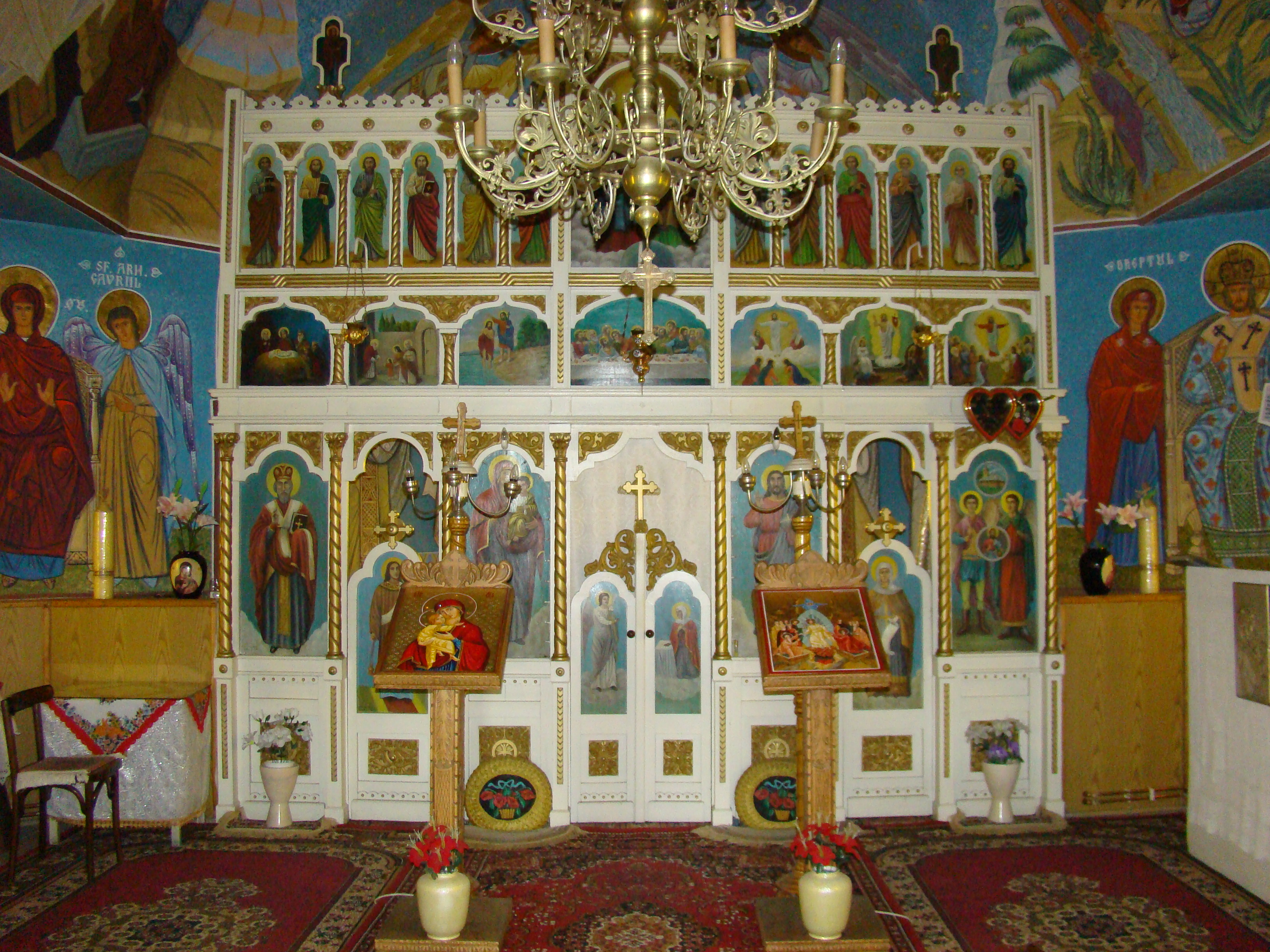
Biserica de lemn
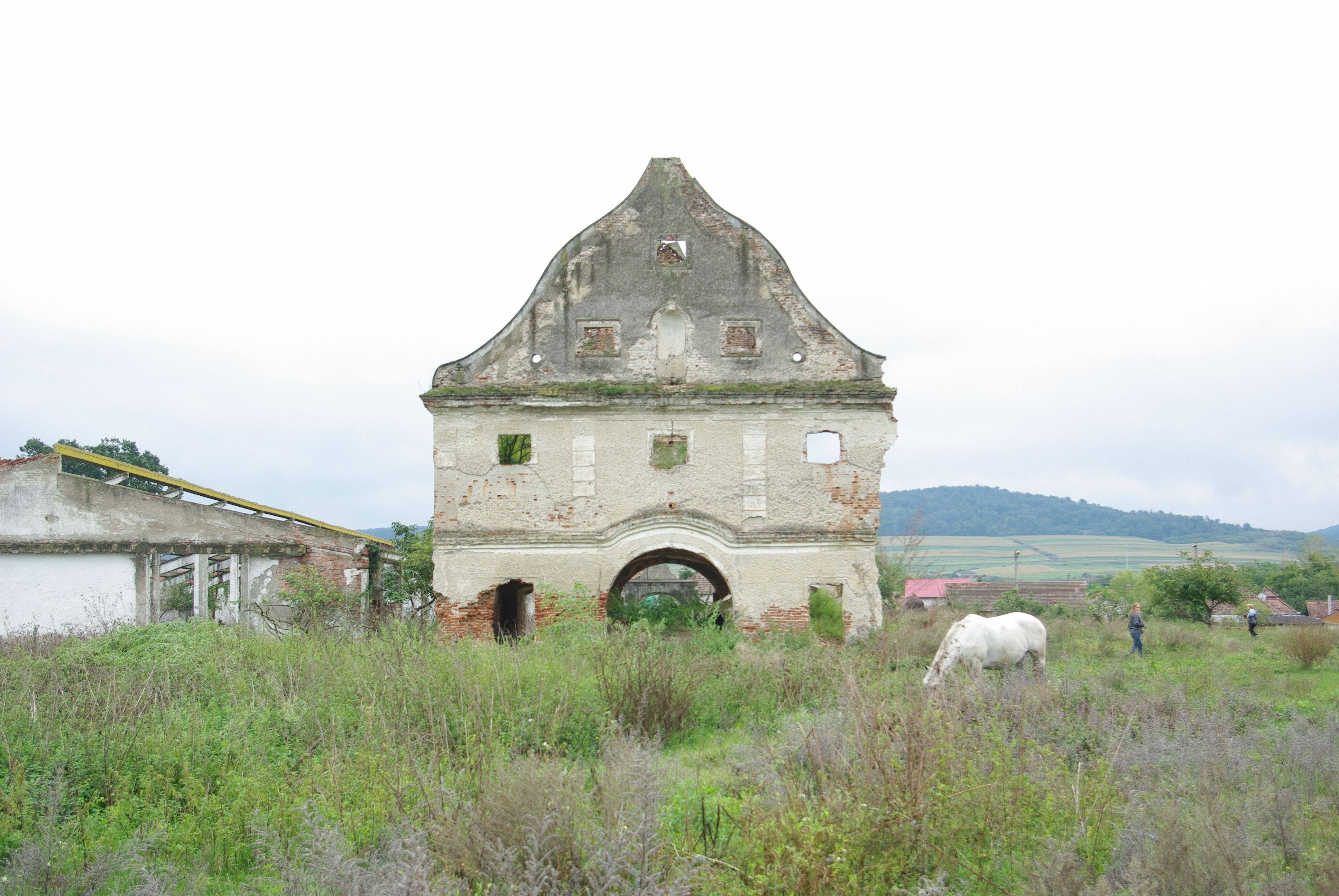
Ansamblul castelului Mikes (ruine)